# Luigi Locatelli
Luigi Locatelli (Roma, 30 maggio 1927 – Roma, 29 aprile 2022) è stato un giornalista italiano.

## Biografia
Inizia la sua carriera come collaboratore al settimanale Il Mondo con direttore Mario Pannunzio; poi fu assunto a l'Espresso da Arrigo Benedetti; nel 1956 fu chiamato a Il Giorno da Gaetano Baldacci, che quel periodo stava fondando questo quotidiano e, rimase a Il Giorno fino al 1969, quando la RAI lo assume per ideare dei programmi, fra cui AZ, un fatto come e perché. 
Alla RAI ha ricoperto parecchi ruoli da giornalista per il Telegiornale a curatore del programma di Rai 1 AZ: un fatto come e perché fino alla vicedirezione del Tg2, per poi arrivare ala direzione di Rai 2 dal 1987 al 1989 e di Rai 3 dal 1994 al 1996. 
Nel 1987 viene chiamato a succedere a Pio De Berti Gambini, dopo che Rai non riuscì a scegliere tra i candidati Giovanni Minoli e Giancarlo Governi, alla direzione della seconda rete; durante la sua direzione vi fu il ritorno di Pippo Baudo in Rai con  Serata d'onore al venerdì sera; sue furono anche le scelte di Renzo Arbore con Indietro tutta!, di piazzare Gianfranco Funari a mezzogiorno con Mezzogiorno è e Giuliano Ferrara con Il testimone, tutte trasmissioni campioni d'ascolto.
Nel 1989 ha lasciato la RAI e, contestualmente, la direzione di Rai 2, a causa di alcune divergenze pur continuando a collaborare con l'ente radiotelevisivo, realizzando programmi, una serie giornalistica in otto puntate (Itinerario italiano); poi si è occupato della produzione di film; nel 1992 il contratto di collaborazione non è stato rinnovato e Locatelli è tornato alle origini della sua carriera, cioè quella di giornalista della carta stampata. 
Nel 1994 è stato poi richiamato in RAI, sotto la presidenza di Letizia Moratti, per essere riassunto il 1º novembre 1994 per assumere la direzione di Rai 3, carica che ha mantenuto fino al 1996 quando ha lasciato la direzione della terza rete a Giovanni Minoli. 
Negli anni a seguire riprenderà l'attività di giornalista.
Si spegne a Roma all'età di 95 anni.